# 伊夫林省聖康坦自由車館
伊夫林地區聖康坦自由車館（法語：Vélodrome National de Saint-Quentin-en-Yvelines），又稱國家自由車館（法語：Vélodrome National），是位於法國伊夫林省蒙蒂尼勒布勒托讷的一座自行車場，于2014年1月13日投入使用。這裡是法國自由車聯合會和法國國家自由車隊的訓練中心。場館主要設施為一條自由車賽道，另外還有一個適合小輪車的賽場，均按照奧運會標準建設。
場館已承辦2015年和2022年的世界场地自行车锦标赛，以及2016年歐洲自由車場地錦標賽。2024年巴黎奧運會的自由車比賽在此舉行。